# Дихондра серебристая
Дихондра серебристая (лат. Dichondra argentea) — вид растений рода Дихондра семейства Вьюнковые (Convolvulaceae).

## Ботаническое описание
Стелющийся полукустарник. Всё растение, кроме корней, тычинок, венчика и столбиков серебристо-пушистое с густым опушением из длинных, шелковистых, обычно прижатых, уплощенных волосков; стержневые многолетние, тёмно-коричневые, толщиной 1,8–4 мм; столоны однолетние, 10–35 от кроны, около 0,7–1,1 мм толщиной, редко разветвленный; междоузлия 1–2,5 см длиной; узлы часто несут придаточные корни, а иногда и короткие побеги со скученными узлами.
Листья: листовые пластинки почковидные, 5–13 мм длиной, 12–20 мм шириной, на вершине часто неглубоко выемчатые, в основании усеченные или широко- и мелкосердцевидные, с узким клиновидным основанием в месте присоединения пластинки к черешку. Черешки 2–3 см длиной, 0,5-1 мм толщиной, прямостоячие, прямые.
Цветки: цветоножки 4–6 мм длины, 0,5–1 мм толщины, в основании резко загнутые. Чашечка ширококолокольчатая, 2–2,6 мм длиной при цветении, шиповидная до 2,4–3 мм в плодах, 5-лопастная на 2/3-3/4 длины, лопасти линейно-продолговатые, на вершине тупые и часто несколько отогнутые. Венчик почти цилиндрический, 3,4–4 мм длиной, кремовый, 5-лопастный примерно на половине длины и более, лопасти шиловидные; завязь лишь слегка двулопастная; столбики 1–2,3 мм длины, тонкие, совершенно свободные или несколько сросшиеся на пятую часть или меньше; шляпки высотой 2,2–2,8 мм, длиной 3,9–4,4 мм и шириной 2–2,1 мм.
Семена 1,9–2,4 мм длиной, слегка вздутые на микропилярном поле, при полном созревании от тёмно-коричневых до чёрных.

## Распространение
Родной ареал: Аргентина, Боливия, Бразилия, Колумбия, Мексика, Мексиканский залив, Нью-Мексико и Техас (США). Этот полукустарник, произрастает преимущественно в субтропических биомах.

## Таксономия
Dichondra argentea Willd., Hort. Berol. 2: t. 81 (1806).

#### Синонимы
Гомотипные (основанные на одном и том же номенклатурном типе):
- Dichondra evolvulacea var. argentea (Willd.) Kuntze (1898)

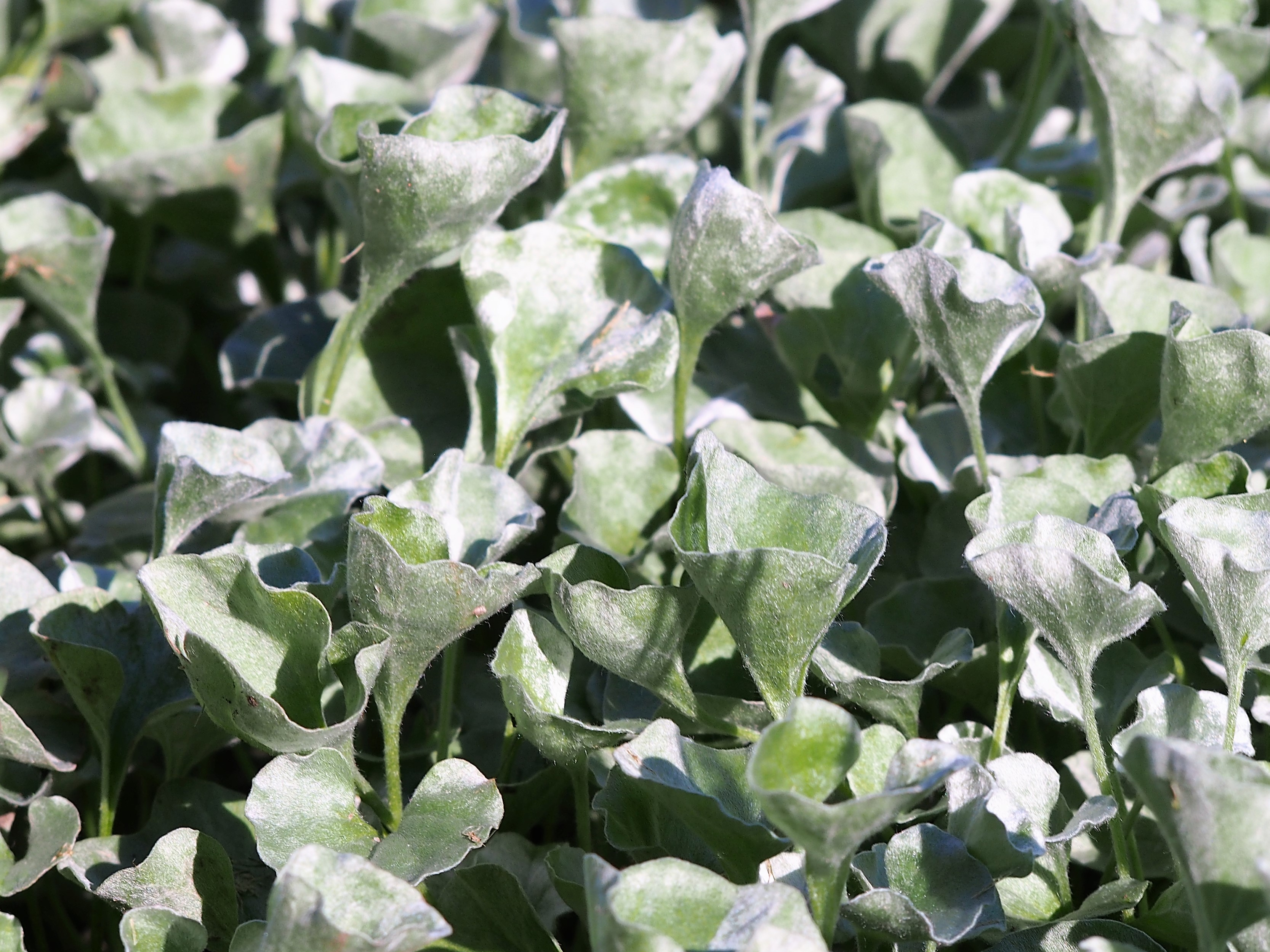
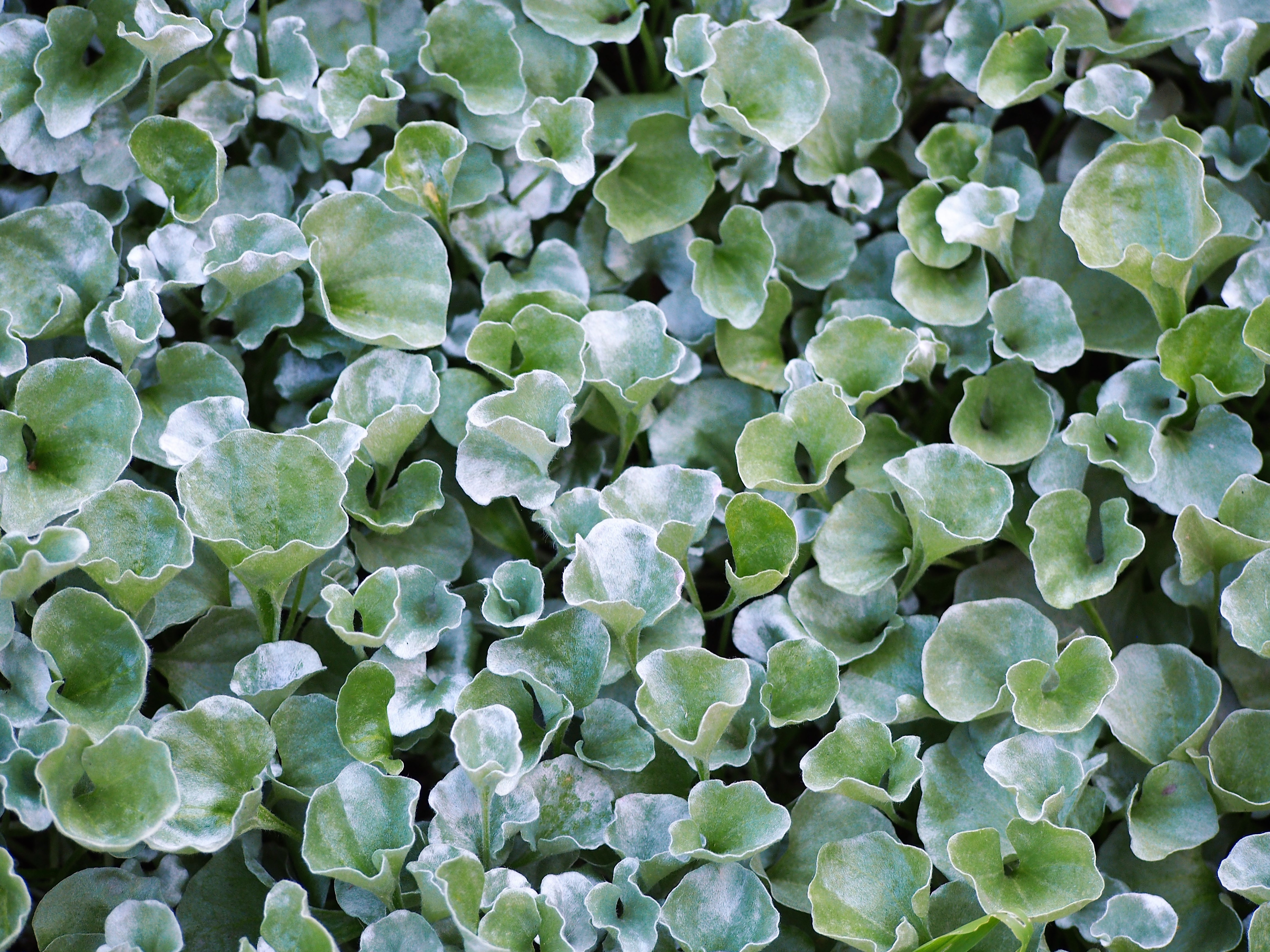
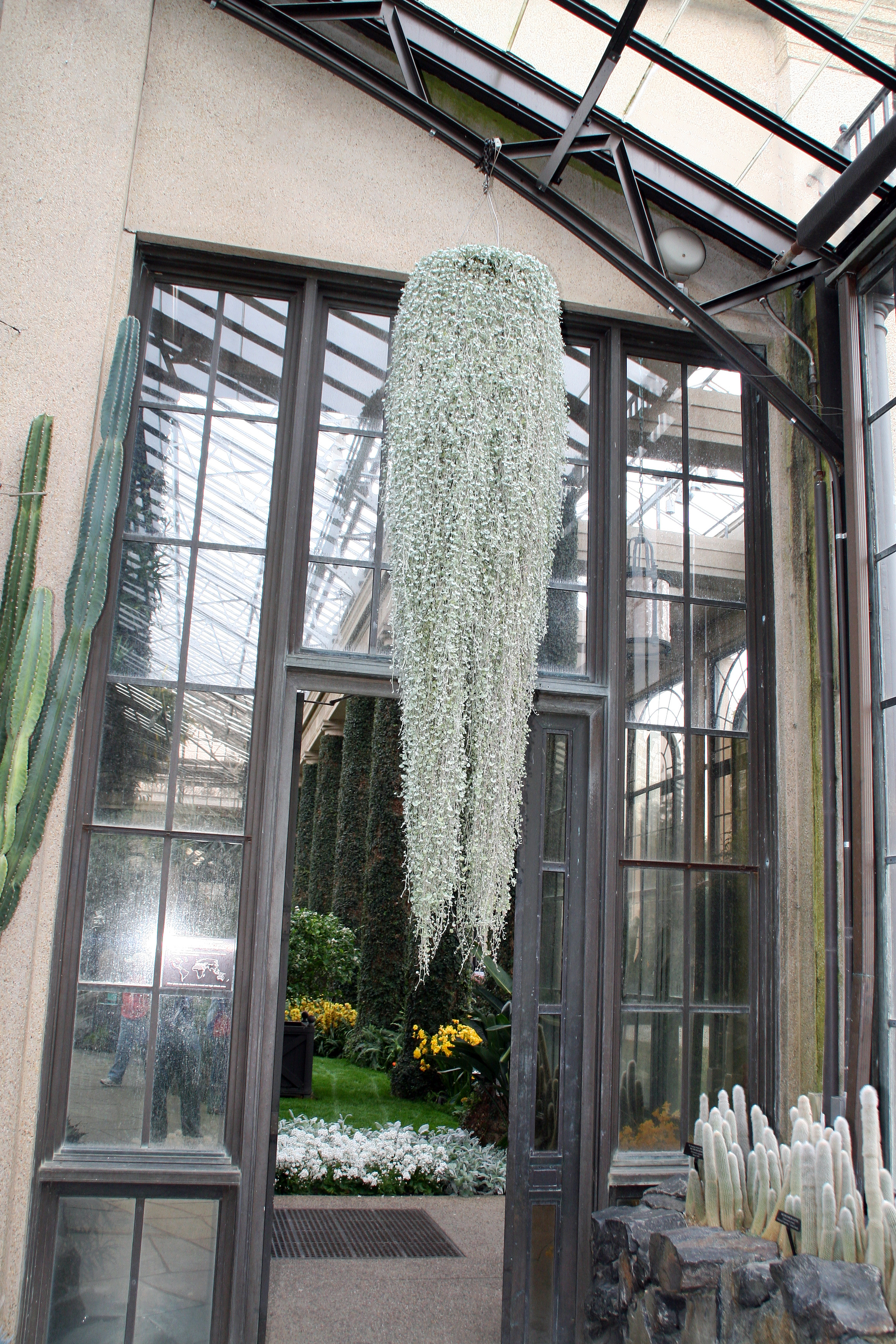
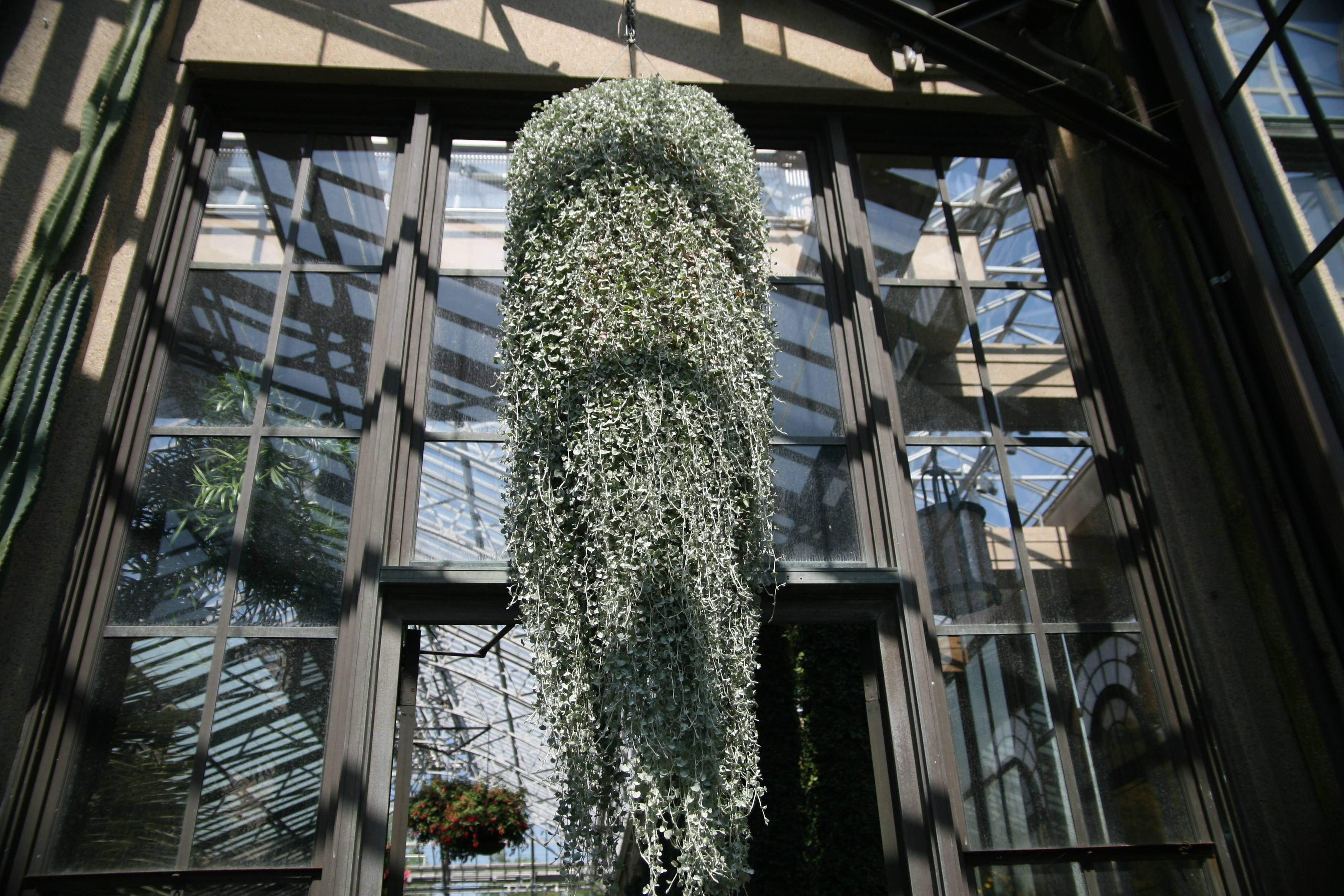
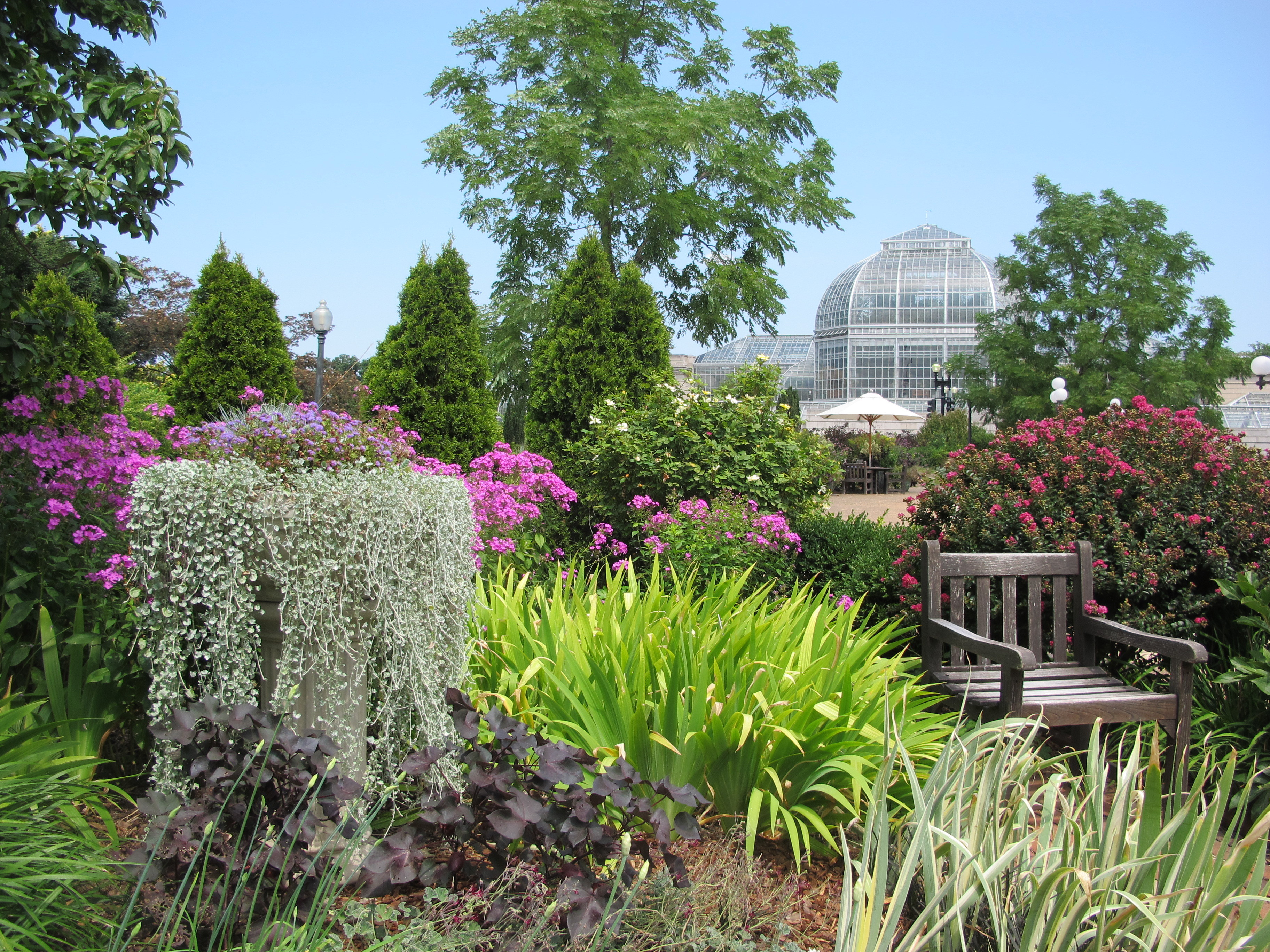